# Frank Pantridge
James Francis „Frank” Pantridge (ur. 3 października 1916 w Hillsborough, zm. 26 grudnia 2004) – północnoirlandzki lekarz i kardiolog, który usprawnił medycynę ratunkową, dzięki stworzeniu przenośnego defibrylatora. Za swoje osiągnięcia otrzymał m.in. Order Imperium Brytyjskiego, a w mieście Lisburn postawiono mu pomnik.

## Życiorys

### Młodość
Urodził się 3 października 1916 r. w Hillsborough w Irlandii Północnej. W 1939 r. ukończył studia medyczne na Queen’s University of Belfast. Po wybuchu II wojny światowej służył w brytyjskiej armii. 12 kwietnia 1940 r. już jako porucznik został przeniesiony do królewskiego korpusu medycznego i wysłany do Singapuru. Jednak po tym jak Japończycy zajęli miasto dostał się do niewoli i jako przymusowy robotnik pracował przy budowie birmańskiej kolei. Kiedy pod koniec wojny odzyskał wolność był wyniszczony i chorował na beri-beri, co miało wpływ na jego zdrowie przez resztę życia.

### Kariera medyczna
Po wojnie przez pewien czas pracował jako wykładowca na wydziale patologii w Queen’s University, kiedy zdobył stypendium Uniwersytetu Michigan. Tam dalej się kształcił pod okiem dr F.N. Wilsona, kardiologa i autorytetu w dziedzinie elektrokardiografii.
W 1950 r. powrócił do Irlandii Północnej i został doradcą kardiologicznym w Royal Victoria Hospital w Belfaście oraz profesorem na Queen’s University, gdzie pozostał do swojej emerytury w 1982 r. Tam też założył specjalizację kardiologiczną, której prace stały się znane na całym świecie.
W 1957 r. wspólnie ze swoim kolegą, dr Johnem Geddesem, wprowadził nowoczesny system resuscytacji krążeniowo-oddechowej (CPR), który pomagał we wczesnej fazie zatrzymania serca. Dalsze badania, którym przewodził Pantridge wykazały, że wiele zgonów było skutkiem migotania komór serca, które potrzebowały stymulacji jeszcze przed przybyciem pacjenta do szpitala. Przedstawiono więc pomysł wyposażenia ambulansów w mobilny sprzęt pozwalający udzielić przedszpitalnej pomocy.
Aby zwiększyć jego przydatność, Pantridge udoskonalił przenośny defibrylator i w 1965 r. zainstalował jego pierwszą wersję w jednym z ambulansów w Belfaście. Sprzęt ważył 70 kg i działał dzięki zasilaniu z akumulatora samochodowego. Jednak do 1968 r. zaprojektował sprzęt ważący zaledwie 3 kg.
Przydatność urządzenia Pantridge’a potwierdziły badania kliniczne i epidemiologiczne łącznie z rozprawkami naukowymi na ten temat. Pomysł przyjął się też na całym świecie, a przenośny defibrylator stał się kluczowym narzędziem w medycynie ratunkowej.
Na całym świecie Pantridge był znany jako „ojciec medycyny ratunkowej”, choć we własnym kraju nie był zbytnio doceniany. Zmarł 26 grudnia 2004 r.